# Batalla de Nicea
La batalla de Nicea va ser un enfrontament armat que va tenir lloc l'any 193, entre les forces imperials de Septimi Sever i el seu rival i pretendent al tron, Pescenni Níger. Tiberi Claudi Càndid, general al servei de Sever, s'alçà amb la victòria.

## Antecedents
La Guàrdia Pretoriana, després de l'assassinat de l'emperador Pertinax va organitzar una subhasta pel tron imperial que va guanyar Didi Julià, el millor postor. El tron tenia tres altres pretendents, Septimi Sever, Pescenni Níger (el governador de Síria) i Clodi Albí (governador de Britànnia).
Sever va marxar cap a Roma on va obtenir el suport dels pretorians i altres antics aliats de Didi, que va acabar decapitat. Després va aliar-se amb Albí i va continuar la seva marxa contra Pescenni. El seu general, Tiberi Claudi Càndid, havia aconseguit travessar el Bòsfor malgrat l'oposició d'Emilià Asel·le, a qui va derrotar i donar mort a la batalla de Cízic. El mateix Níger es va veure assetjat a Bizanci, però el seu exèrcit va aconseguir de retirar-se i refugiar-se a Nicea, ciutat que li era fidel. Per la seva banda, Nicomèdia, ciutat rival de Nicea, es va aliar amb Septimi Sever, obrint les portes a l'avantguarda de Càndid.

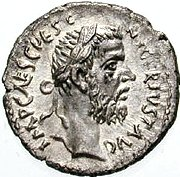
Pescenni Níger

## La Batalla
Un cop reunides les tropes, Càndid va marxar cap a Nicea al llarg d'un camí que corria al voltant del llac Ascània. Níger havia disposat alguns arquers en barques, que des del llac, atacaven l'avanç de Càndid. Finalment Càndid va disposar els seus homes en formació en un lloc elevat per oferir batalla.
Níger va aparèixer llavors en el camp de batalla, animant als seus homes que aviat van prendre avantatge, però Càndid va reaccionar i va reagrupar els seus homes, alguns dels quals ja fugien, sota la seva insígnia. El contraatac va reeixir i Níger va ser derrotat, només salvant-se d'una desfeta total gràcies al fet que va caure la nit.
Part del seu exèrcit es va retirar a Armènia, mentre Níger abandonava l'Àsia menor i es retirava a Issos per lluitar en aquell lloc la seva darrera batalla.